# Cros-de-Montvert

Cros-de-Montvert este o comună în departamentul Cantal, Franța. În 1 ianuarie 2022 avea o populație de 192 de locuitori.